# マツダ・B型エンジン

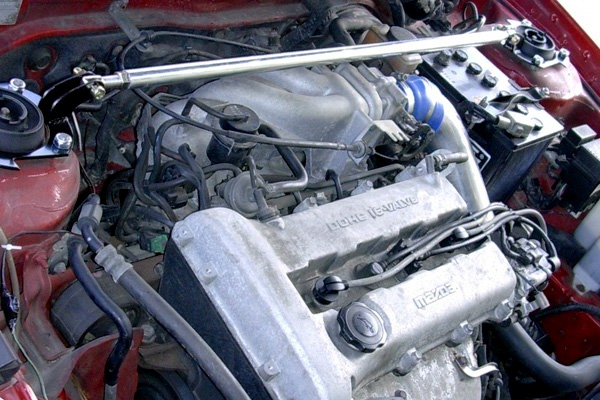
B6Dエンジン

マツダ・B型エンジン（マツダ・Bがたエンジン）は、マツダによって1987年から2005年まで製造された、1.1L〜1.8Lの直列4気筒ガソリンエンジンである。ファミリアなどのマツダの小型車の他、OEMを通じてフォードやキアの車種にも搭載された。ロードスター（初代NA型、2代目NB型）に搭載されたエンジンとしても知られる。SOHCとDOHCの2タイプが存在し、カムシャフトの駆動はコグドベルト（タイミングベルト）式だが、タイミングベルトが切れてもバルブクラッシュは起きない設計となっている。

## 系譜

### B1
- 種類：SOHC 8バルブ キャブレター
- 排気量：1,138cc
- 内径×行程：68.0×78.4 (mm)
- 圧縮比：10.0
- 参考出力：52PS(38kW)/5,500rpm（DA1PF型 フォード・フェスティバ）
- 参考トルク：8.8kg・m(86.3N・m)/3,500rpm（DA1PF型 フォード・フェスティバ）
- 主な搭載車種（車両型式）
  - 初代フォード・フェスティバ（DA1PF）

B型エンジンで最も排気量の小さいタイプである。マツダと起亜自動車の工場で生産され、フォードによって日本やアメリカ合衆国などで発売されたフォード・フェスティバ（初代）及び、そのバッジ違いとなるマツダ・121（オーストラリアでマツダブランドから発売された）、キア・プライドなどに搭載された。

### BJ
- 種類：DOHC 16バルブ EGI
- 排気量：1,290cc
- 内径×行程：78.0×67.5 (mm)
- 圧縮比：9.4
- 参考出力：88PS(65kW)/7,000rpm（DAJPF型 フォード・フェスティバ GT-X）
- 参考トルク：10.0kg・m(98.1N・m)/4,500rpm（DAJPF型 フォード・フェスティバ GT-X）
- 主な搭載車種（車両型式）
  - フォード・フェスティバ GT-X（DAJPF）

後述のB5/B6をショートストローク化し高性能・高回転化したエンジンであり、フェスティバのスポーツグレードであるGT、GT-X及びGT-Aに搭載された。ショートストロークエンジンの弱点である低速トルク不足はVICS（可変吸気システム）で補っている。

### B3

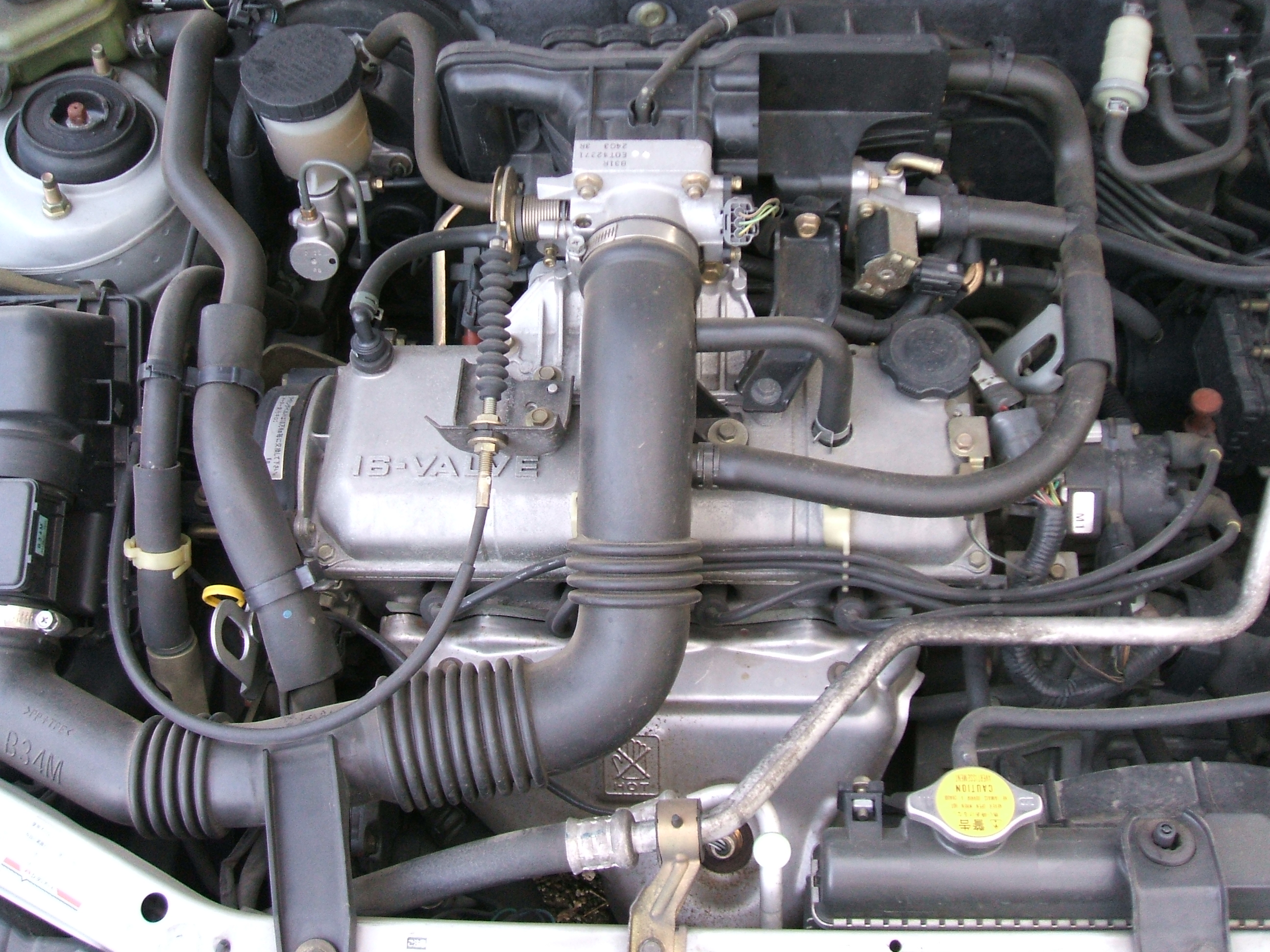
B3Eエンジン

- 種類：SOHC 16バルブ キャブレター/EGI
- 排気量：1,323cc
- 内径×行程：71.0×83.6 (mm)
- 圧縮比：9.4
- 参考出力：85PS(63kW)/6,000rpm（BJ3P型 マツダ・ファミリア）
- 参考トルク：11.2kg・m(109.8N・m)/4,000rpm（BJ3P型 マツダ・ファミリア）
- 主な搭載車種（車両型式）
  - 初代フォード・フェスティバ（DA3PF）
  - 2代目フォード・フェスティバ（D23PF）
  - 7代目ファミリア（BG3P/BG3S）
  - 8代目ファミリア（BHA3P/BHA3S）
  - 9代目ファミリア（BJ3P）
  - 初代デミオ（DW3W）
  - オートザムレビュー（DB3PA）

### B5
- 種類：SOHC/DOHC 16バルブ EGI
- 排気量：1,498cc
- 内径×行程：78.0×78.4 (mm)
- 圧縮比：9.4
- 参考出力：94PS(69kW)/6,500rpm（BG5P型 ファミリア）
- 参考トルク：12.5kg・m(122.6N・m)/4,000rpm（BG5P型 ファミリア）
- 主な搭載車種（車両型式）
  - 7代目ファミリア（BG5P/BG5S）
  - ファミリアアスティナ（BG5P）

### B5-DE
- 種類：DOHC 16バルブ EGI
- 排気量：1,498cc
- 内径×行程：78.0×78.4 (mm)
- 圧縮比：9.4
- 参考出力：110PS(81kW)/6500rpm（BG5PE型 ユーノス100）
- 参考トルク：12.9kg・m(126.5N・m)/5500rpm（BG5PE型 ユーノス100）
- 主な搭載車種（車両型式）
  - ユーノス100（BG5PE）

### B5-ZE
- 種類：DOHC 16バルブ EGI
- 排気量：1,498cc
- 内径×行程：78.0×78.4 (mm)
- 圧縮比：9.4
- 参考出力：125PS(92kW)/7,000rpm（BHA5S型 ファミリア ネオ）
- 参考トルク：13.2kg・m(129.4N・m)/6,000rpm（BHA5S型 ファミリア ネオ）
- 主な搭載車種（車両型式）
  - ファミリア ネオ（BHA5S）
  - オートザムAZ-3（EC5SA）
  - ユーノス・プレッソ（EC5S）
  - 8代目ファミリア（BHA5P）

### B5-ME
- 種類：SOHC 16バルブ EGI
- 排気量：1,498cc
- 内径×行程：78.0×78.4 (mm)
- 圧縮比：9.4
- 参考出力：100PS(74kW)/6,000rpm（DW5W型 デミオ）
- 参考トルク：13.0kg・m(127.5N・m)/4,500rpm（B5-ME、DW5W型 デミオ）
- 主な搭載車種（車両型式）
  - 初代デミオ（DW5W）
  - 2代目フォード・フェスティバ（D25PF）

### B5-MI
- 種類：SOHC 16バルブ EGI
- 排気量：1,498cc
- 内径×行程：78.0×78.4 (mm)
- 圧縮比：9.4
- 参考出力：88PS(65kW)/6,500rpm（DB5PA型 オートザムレビュー）
- 参考トルク：12.0kg・m(117.7N・m)/4,000rpm（DB5PA型、オートザムレビュー）
- 主な搭載車種（車両型式）
  - オートザムレビュー（DB5PA）

### B6
- 種類：SOHC 8バルブ、SOHC 16バルブ、DOHC 16バルブ EGI
- 排気量：1,597cc
- 内径×行程：78.0×83.6 (mm)
- 圧縮比：10.0（BG6P型 ファミリア）
- 参考出力：
  - 73PS(54kW)/5,500rpm（GD6P型 カペラ）
  - 91PS(67kW)/6,500rpm（BG6Z型 ファミリア）
  - 130PS(96kW)/7,000rpm（BG6P型 ファミリア）
- 参考トルク：
  - 12.4kg・m(121.6N・m)/3,500rpm（GD6P型 カペラ）
  - 13.0kg・m(127.5N・m)/3,000rpm（BG6Z型 ファミリア）
  - 14.0kg・m(137.3N・m)/5,500rpm（BG6P型 ファミリア）
- 主な搭載車種（車両型式）
  - 7代目ファミリア（BG6P/BG6S/BG6Z/BG6R）
  - カペラ（GD6P）
  - ファミリアアスティナ（BG6P）

### B6-ZE
- 種類：DOHC 16バルブ EGI
- 排気量：1,597cc
- 内径×行程：78.0×83.6 (mm)

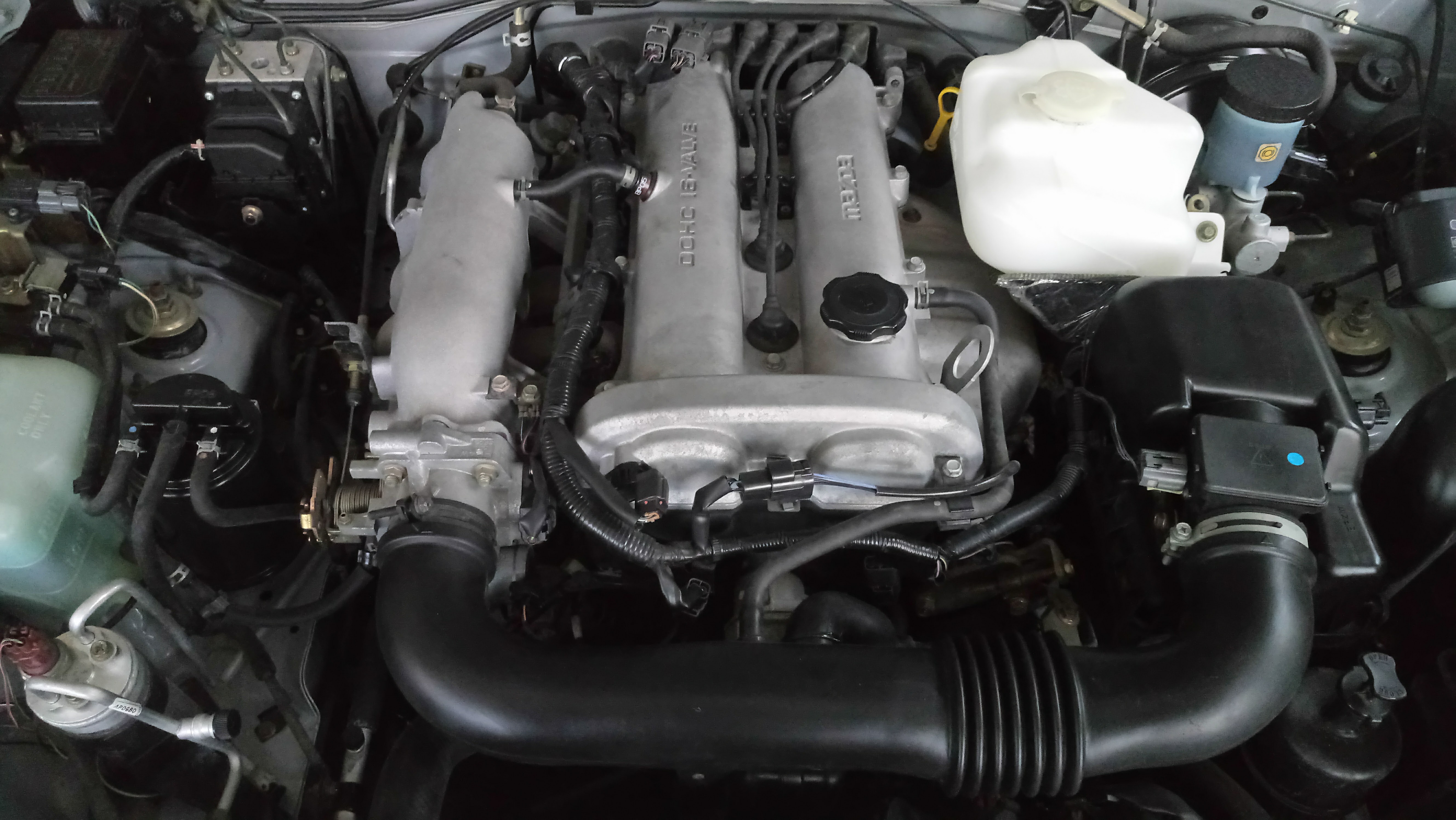
B6-ZEエンジン

- 圧縮比：9.4（NB6C型 ロードスター）
- 参考出力：125PS(92kW)／6，500rpm（NB6C型 ロードスター）
- 参考トルク：14.5kg・m(142N・m)/5,000rpm（NB6C型 ロードスター）
- 主な搭載車種（車両型式）
  - 初代ロードスター（NA6CE）
  - 2代目ロードスター（NB6C）

7代目ファミリアのGTグレードに搭載されていたB6型をベースに、NA型ロードスターへの搭載のための改良を施したもの。横置きから縦置きへの設計変更や、VICSの不採用、レギュラーガソリン仕様化（ファミリアはハイオク仕様）に伴う圧縮比低下などの変更がなされている。

### BP
- 種類：DOHC 16バルブ EGI
- 排気量：1,839cc
- 内径×行程：83.0×85.0 (mm)
- 参考出力：
  - 135PS(99kW)/7,000rpm（BG8S型 マツダ・ファミリアGT）
  - 180PS(132kW)/6,000rpm（BG8Z型 マツダ・ファミリアGT-X）※ターボチャージャー仕様
  - 210PS(154kW)/6,000rpm（BG8Z型 マツダ・ファミリアGT-R）※ターボチャージャー仕様
- 参考トルク：
  - 16.0kg・m(156.9N・m)/4,500rpm（BG8S型 マツダ・ファミリアGT）
  - 24.2kg・m(237.3N・m)/3,000rpm（BG8Z型 マツダ・ファミリアGT-X）※ターボチャージャー仕様
  - 25.5kg・m(250.1N・m)/4,500rpm（BG8Z型 マツダ・ファミリアGT-R）※ターボチャージャー仕様
- 主な搭載車種（車両型式）
  - ファミリア（BG8S/BG8P/BG8Z/BG8R）
  - ファミリアアスティナ（BG8P）

ファミリアGT-Rのエンジンは、ターボの大型化やチタン製コンロッドの採用などによってGT-Xのものから30PSのパワーアップを果たしている。

### BP-ZE
- 種類：DOHC 16バルブ EGI
- 排気量：1,839cc
- 内径×行程：83.0×85.0 (mm)
- 圧縮比：9.5（NB8C型 ロードスター）
- 参考出力：145PS(107kW)/6,500rpm（NB8C型 ロードスター）
- 参考トルク：16.6kg・m(162.8N・m)/5,000rpm（NB8C型 ロードスター）
- 主な搭載車種（車両型式）
  - ロードスター（NA8C/NB8C（2000年7月のマイナーチェンジまで））
  - ファミリア（BHA8S/BHA8P）
  - ユーノス100（BG8PE）
  - ランティス（CBA8P）
  - 光岡・ゼロワン（1996年以降）

1993年7月のNA型ロードスターの商品改良で、それまで搭載されていたB6-ZEに代わってBP-ZE [RS]として、縦置き仕様が初搭載された。ロードスターへの搭載にあたっては、軽量コンロッドや高速型カムシャフト、吸排気系の最適化などが行われている。フルモデルチェンジ後のNB型ロードスターにも搭載され、可変慣性吸気システムの採用や圧縮比向上、吸排気系の見直しなどを行うことで、馬力がNA型の130PSから145PSまで向上している。

### BP-ZET
- 種類：DOHC 16バルブ EGI
- 排気量：1,839cc
- 内径×行程：83.0×85.0 (mm)
- 圧縮比：9.5（BP-ZET [RS]、NB8C型 ロードスター ターボ）
- 参考出力：172PS(126kW)/6,000rpm（NB8C型 ロードスター ターボ）
- 参考トルク：21.3kg・m(209N・m)/5,500rpm（NB8C型 ロードスター ターボ）
- 主な搭載車種（車両型式）
  - ロードスター ターボ（NB8C）

NB型ロードスターの限定車として2004年に発売されたロードスター ターボに搭載。当時、NB8C型ロードスターのエンジンは2000年のマイナーチェンジですでに後述のBP-VE型に切り替わっていたが、マイナーチェンジ前に搭載されていたBP-ZEがベースとされた。ターボ化に伴う信頼性や耐久性の低下を考慮し、圧縮比の低くシンプルな設計のBP-ZEをベースにしたと考えられる。

### BP-VE
- 種類：DOHC 16バルブ EGI S-VT
- 排気量：1,839cc
- 内径×行程：83.0×85.0 (mm)
- 圧縮比：10.5
- 参考出力：160PS(118kW)/7,000rpm（NB8C型 ロードスター）
- 参考トルク：17.3kg・m(170N・m)/5,500rpm（NB8C型 ロードスター）
- 主な搭載車種（車両型式）
  - ロードスター（NB8C、2000年7月のマイナーチェンジ以降）

BP-ZEに可変バルブタイミング機構（S-VT）を採用し、圧縮比向上などの改良を行ったもの。